# Зайцевка
Зайцевка (на руски: Зайцевка) е село в Кантемировски район на Воронежка област на Русия. Намира се на 14 km от Кантемировка.
Административен център на селището от селски тип Зайцевское.

## География

### Улици
- ул. Вербная,
- ул. Центральная.

## История
Хуторът Заячний (Зайцев) възниква на река Фьодоровка през 1774 г. Тогава има 39 къщи. През 1829 г. вече има 90 къщи и 867 души, през 1859 г. – 182 къщи, 1380 души. Село Зайцевка е наречено на името на първозаселника, Иван Зайцев.
През 1900 г. в Зайцевка има 268 къщи и около 2 хиляди жители, енорийско и земско училище, магазин и няколко дюкянчета.
През март 1918 г. в селото е установена съветска власт. Окупацията на селото от кайзеровите войски нанася на стопанствата на селото ущърб от 3 млн. рубли. През 1922 г. Зайцевската енория е слята с Кантемировската и влиза в състава на Богучарския уезд.
През 1926 г. в селото има 413 къщи и 2441 жители, училище от I степен и училище от II степен с няколко учители, фелдшерски пункт. Установена е телефонна връзка с Кантемировка и Богучар. През годините на колективизация е създаден колхоз.
През 1995 г. в Зайцевка има 214 къщи и 584 души. На територията на селото е разположена централното стопанство на колхоза „Зайцевски“.